# Nahverkehr in Berlin

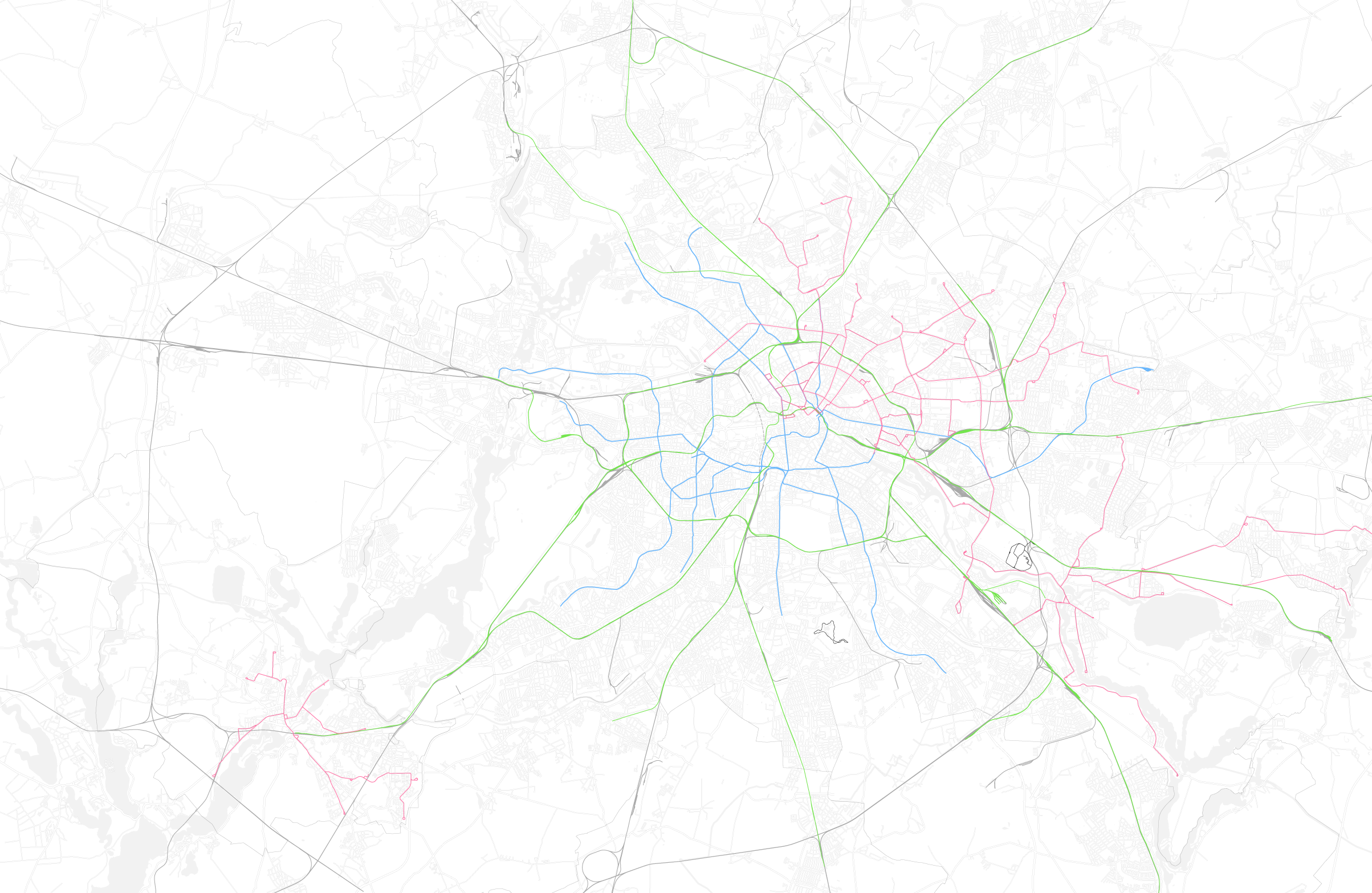
Schienenverkehr in der Region Berlin

S- und U-Bahn-Netz (2019)

Der öffentliche Personennahverkehr in Berlin besteht vor allem aus der S- und U-Bahn, ergänzt durch RE-, RB- und FEX-Züge. Historisch bedingt, überwiegend auf die Osthälfte der Stadt beschränkt, gibt es außerdem ein großes Straßenbahnnetz. Stadtbusse haben neben sekundären Ergänzungs- und Heranführungsfunktionen für das Schienennetz besonders in westlichen Stadtteilen auch eine primäre Bedeutung. Einige Verkehrsaufgaben an Spree und Havel werden von Personenfähren durchgeführt. Der öffentliche Personennahverkehr (ÖPNV) in Berlin ist Teil des Verkehrsverbundes Berlin-Brandenburg (VBB), dessen Tarifbestimmungen im gesamten Stadtgebiet sowie der Berliner Agglomeration gelten.
Der Nahverkehr wird heute im Wesentlichen von zwei Verkehrsunternehmen im Auftrag des Landes Berlin durchgeführt: der landeseigenen Berliner Verkehrsbetriebe (BVG) Anstalt öffentlichen Rechts und der S-Bahn Berlin GmbH, die ein hundertprozentiges Tochterunternehmen der Deutschen Bahn AG ist. Außerdem erfüllen die DB Regio und die ODEG mit Regionalzügen wichtige Aufgaben im Regionalverkehr. Zuständig für die Organisation des ÖPNV in Berlin ist die Senatsverwaltung für Stadtentwicklung und Wohnen, die den Unternehmen Vorgaben für das Angebot und den Service gibt und einen Teil der Betriebskosten übernimmt.

## Geschichte

### 1825–1945
Der ÖPNV Berlins begann 1825 als Vorortverkehr mit den halboffenen Pferdeomnibussen Simon Kremsers. Bald nach Anlage der ersten Eisenbahnstrecke 1838 eröffnete Israel Moses Henoch 1840 die erste innerstädtische Buslinie vom Alexanderplatz zum Potsdamer Bahnhof. Hundert Jahre später wurden diese Pionierleistungen wegen des zunächst latenten, dann zur kriminellen Staatsdoktrin gewordenen Antisemitismus verschwiegen und man ließ die Geschichte mit der Betriebserlaubnis der Concessionierten Berliner Omnibus-Compagnie vom 30. Oktober 1846 beginnen.
Ab 1865 ergänzten Pferdebahnen das Beförderungsangebot. Der Fahrkomfort auf Schienen war ungleich höher als der mit Eisenreifen auf Kopfsteinpflaster. Seit der Fertigstellung der 1867–1877 angelegten Ringbahn und der 1875–1882 errichteten Stadtbahn konnte auch die Eisenbahn erheblich zum Berliner Nahverkehr beitragen. Die Straßenbahn wurde im Großen und Ganzen von 1895 bis 1902 elektrifiziert und leistete über Jahrzehnte den größten Teil des Personentransports auf den Straßen der Hauptstadt. Von Anfang an elektrisch gingen von 1902 bis 1913 die ersten fünf Strecken der Hoch- und Untergrundbahn in Betrieb, weitere erst zwischen 1923 und 1931. Für die Elektrifizierung von Vorortstrecken der preußischen Staatsbahn gab es Versuche seit 1900, jedoch wurde das elektrische S-Bahn-Netz letztlich erst 1924–1929 von der Reichsbahn eingerichtet.
Nach Versuchen mit Antrieben der Omnibusse durch Dampfmaschinen und Elektromotoren (Energiespeicherung in Akkumulatoren) erschienen ab 1905 die ersten durch Verbrennungsmotoren angetriebenen Omnibusse, später „Autobusse“ genannt. 1925 wurden die ersten Doppeldeckerbusse mit geschlossenem Oberdeck an die damalige Allgemeine Berliner Omnibus AG (ABOAG) geliefert. In Spandau und Steglitz gab es ab den 1930er Jahren auch O-Bus-Linien.

### 1945–1990
Nach dem Zweiten Weltkrieg gab es zunächst ein gemeinsames Liniennetz für den Schienen- und Busverkehr für die durch die vier Mächte besetzte Stadt. Anfang der 1950er Jahre begann die Trennung des Straßenbahn- und Busverkehrs in einen Ost- (sowjetisch besetzter Sektor) und einen West-Teil (französisch, britisch und US-amerikanisch besetzte Sektoren). Die U- und S-Bahn verkehrte jedoch bis zum Mauerbau im August 1961 durchgehend. Anschließend gab es eine S-Bahn- und zwei U-Bahn-Transitstrecken quer durch den zu Ost-Berlin gehörenden Bezirk Mitte, die mit der Ausnahme des Bahnhofs Friedrichstraße ohne Halt durchfahren wurden (→ Geisterbahnhof).
Anschließend entwickelte sich der Nahverkehr in den beiden Stadthälften sehr unterschiedlich:

#### West-Berlin
In West-Berlin wurde der Individualverkehr gefördert, im Nahverkehr wurde nur der Busverkehr und die U-Bahn ausgebaut. Die O-Buslinien aus den 1930er Jahren wurden 1952 (Spandau) bzw. 1965 (Steglitz) durch gewöhnliche Buslinien ersetzt. Die Straßenbahnstrecken wurden eine nach der anderen stillgelegt, die letzte am 2. Oktober 1967. Da die S-Bahn bis 8. Januar 1984 allein von der Deutschen Reichsbahn betrieben und von den meisten West-Berlinern nach dem Mauerbau boykottiert wurde (→ S-Bahn-Boykott), setzte die West-Berliner Politik im innerstädtischen Nahverkehr auf die U-Bahn als einziges Schienenverkehrsmittel. Es entstanden daher neue Strecken, die zum Teil parallel zu S-Bahn-Strecken verliefen.
Hohe Fahrgastzahlen auf den Buslinien, unter anderem wegen der Ersatzfunktion für die S-Bahn, erforderten auf wichtigen Linien dichte Taktfrequenzen. Sogenannte „E-Busse“ (Einsatzwagen) ergänzten daher das reguläre Fahrplanangebot. Doppeldeckerbusse waren auf den wichtigeren Linien selbstverständlich, wo keine niedrigen Brücken die Durchfahrt verhinderten. Die schnellsten Buslinien befuhren als Ersatz für die S-Bahn die AVUS (Linie 66 bis 1984) und die Berliner Stadtautobahn (Linie 65).
In West-Berlin wurden die Fahrpreise entsprechend der allgemeinen Preissteigerung angepasst. Zur Tarifentwicklung bei der S-Bahn in Westteil siehe → Geschichte der Berliner S-Bahn.

#### Ost-Berlin

Schnellbahnplan Ost-Berlin: U- und S-Bahn, 1984

In Ost-Berlin waren S-Bahn und Straßenbahn die wichtigsten Verkehrsträger. Da die U-Bahn nur auf zwei Strecken nutzbar und von ihren Zentraleinrichtungen im Westen abgetrennt war, bestanden hier erhebliche Fahrzeug- und zunächst auch Wartungsprobleme. Eine Verlängerung erfolgte erst 1973 von Friedrichsfelde zum Tierpark und 1989 weiter nach Osten in die Neubaugebiete bis Hönow. Beim Busverkehr wurden die Doppeldeckbusse Ende der 1960er Jahre zurückgedrängt, da im Ostblock seit den 1950er Jahren keine mehr hergestellt wurden. Im Straßenbild der 1970er und 1980er Jahre dominierten Ikarus-Busse, meist in der Gelenkbus-Version. Auch in Ost-Berlin gab es O-Busse, von 1951 bis 1973 gab es einige O-Bus-Linien.
Auch im Ostteil Berlins wurde im Rahmen der autoorientierten Verkehrsplanung der 1950er und 1960er Jahre mehrere Straßenbahnstrecken stillgelegt, vor allem in den Bezirken Mitte und dem zwischen Spree und Westgrenze gelegenen Treptow. 1967 wurde der Straßenbahnbetrieb am Alexanderplatz mit Fertigstellung der Neubebauung eingestellt. Die radial zulaufenden Straßenbahnstrecken wurden in der Mollstraße zusammengefasst und tangential am Platz vorbeigeführt. In den 1970er und 1980er Jahren erfolgten in den Außenbezirken Streckenerweiterungen. Beim Aufbau der Neubaugebiete in Marzahn, Hohenschönhausen und Hellersdorf spielten neue Straßenbahnlinien zur Erschließung eine erhebliche Rolle. Daneben entstanden auch zwei neue S-Bahn-Strecken nach Ahrensfelde und Wartenberg.
Die Tarife wurden in Ost-Berlin, wie in der DDR insgesamt, staatlich subventioniert. Ein Fahrschein ohne Umsteigeberechtigung kostete für Straßenbahn, Bus oder U-Bahn bis zur politischen Wende 20 Pfennig für Erwachsene. Fahrkarten konnten im Vorverkauf oder im Fahrzeug beziehungsweise an den U-Bahn-Zugängen ab den späten 1960er Jahren aus Zahlboxen erworben werden. Besonders für Touristen gab es Touristenkarten/Tageskarten zu einem gegenüber dem normalen Tarif etwas angehobenen Preis (2 Mark). S-Bahn-Fahrkarten der Preisstufe 1 (20 Pfennig für Erwachsene) konnten im Stadtgebiet auch für andere Verkehrsmittel benutzt werden. Hier gab es entfernungsabhängig gestaffelte Tarife von 20 Pfennig (Preisstufe 1) bis zu 1,30 Mark in der Preisstufe 8. Eine Fahrt vom Alexanderplatz nach Potsdam über den Außenring kostete 70 Pfennige (Preisstufe 4).

### Geschichte der Ausflugslinien beim Bus
Die ersten Ausflugslinen wurden 1907 von der Großen Berliner Motoromnibus-Gesellschaft und wenig später von der ABOAG eingerichtet. Sie verkehrten von Berlin oder seinen Vororten ins damalige Umland, u. a. Nollendorfplatz – Paulsborn oder Bahnhof Wannsee – Machnower Schleuse. Ab 1927 erreichten die ABOAG-Linien, als Dreiecklinien (wegen des im Liniennummernschild geführten Dreiecks) oder Fernausflugslinien bezeichnet, für damalige Verhältnisse auch relativ weit entfernte Ziele wie Rheinsberg und Lehnin. Nach der Fusion zur BVG wurde dies fortgeführt. Bedient wurden weiterhin Ziele im Umland auf Strecken wie Vinetastraße – Summt und Turmstraße – Teltow.
Durch die deutsche Teilung konnte die BVG (West) nur noch Ausflugsziele innerhalb West-Berlins bedienen. Eine Linie vom U-Bahnhof Theodor-Heuss-Platz nach Wannsee über die Havelchaussee (Schmetterlingslinie mit einem Schmetterling anstelle einer Liniennummer) sollte den Individualverkehr einschränken, die Linie Wannsee – Pfaueninsel nutzte die für den Autoverkehr gesperrte Havelchaussee durch den Wald. Die Busse verkehrten zu Sondertarifen. Der VEB Kombinat Berliner Verkehrsbetriebe (BVB) fuhr weiter Ziele im Umland an. Dabei wurde getrennt in Ausflugslinien wie Vinetastraße – Zühlsdorf und tendenziell längere Ausflugsfernlinien wie Antonplatz – Tiefensee (Gamengrund) oder Bahnhof Berlin Frankfurter Allee (damals: S-Bahnhof Stalinallee) – Bad Saarow. Die längste Linie war Pankow, Kirche – Schildow – Hohen Neuendorf – Marwitz – Kremmen – Beetz-Sommerfeld.
Die Linien in West-Berlin wurden später in den regulären Betrieb eingeordnet, die „Dreiecklinien“ im Ostteil wurden im Jahr 1992 eingestellt.

### Nach 1990
Unmittelbar nach der politischen Wende in der DDR wurde damit begonnen, die Lücken zu schließen, die innerhalb der Stadt bestanden. Allen voran konnte die S-Bahn bereits am 2. Juli 1990 einen durchgehenden Verkehr auf der Stadtbahn anbieten. In den Folgejahren wurden weitere Lücken, vor allem mit dem brandenburgischen Umland geschlossen. Die U-Bahn hatte bereits bis 1995 alle Lücken im vorhandenen Netz geschlossen. Im gleichen Jahr wurde auch eine erste Straßenbahnstrecke in den ehemaligen Westteil der Stadt gebaut (Wedding), sie wurde 1997 um ein weiteres Stück verlängert. Der weitere Ausbau des Straßenbahn- und U-Bahn-Netzes geht jedoch nur schleppend voran. Nur bei der S-Bahn sind größere Verlängerungen und Wiederinbetriebnahmen von Streckenabschnitten in Aussicht gestellt.
Das schnellste öffentliche Nahverkehrsmittel in Berlin war bis Anfang der 1990er Jahre die S-Bahn. Heute verbinden schnelle RE- und RB-Züge über die sanierte Stadtbahn und die neue Nord-Süd-Verbindung die bis zu 40 Kilometer voneinander entfernten Orte miteinander. Doppeldeckbusse wurden teilweise auch auf dem Westnetz zugunsten behindertengerechter Eindecker und Gelenkbusse verdrängt. Einige besonders auch touristisch wichtige Routen werden aber weiterhin und nun auch wieder in den östlichen Bezirken mit Doppeldeckerbussen bedient.
Im Dezember 2004 wurde ein „Metronetz“ eingeführt, bestehend aus Metrobus und MetroTram. Erreicht werden sollte damit eine Angebotsqualität, die einer Schnellbahn vergleichbar ist. Kennzeichnend für die Metrolinien ist, dass wegen dichtem Fahrplanangebot (mindestens 10-Minuten-Takt tagsüber) und 24-Stunden-Betrieb im Prinzip das Merken der Abfahrtszeit nicht mehr notwendig ist. Alle MetroTram-Linien werden auf dem bereits vorhandenen Straßenbahnnetz gefahren, daher gabeln sich manche MetroTram-Verbindungen zu zwei verschiedenen Ästen/Endhaltestellen. Teilweise wurde die Streckenführung vereinfacht. Die Metrolinien stellen heute das Rückgrat des Oberflächennetzes abseits von U- und S-Bahnen und auf Tangentialabschnitten dar und sind teilweise auf den Schnellbahn-Netzplänen der BVG verzeichnet.
Im Juli 2025 wurde ein Messer- und Waffenverbot in Bussen und Bahnen und an den dazugehörigen Haltestellen des Berliner Nahverkehrs in Kraft gesetzt.

## Nahverkehr im 21. Jahrhundert

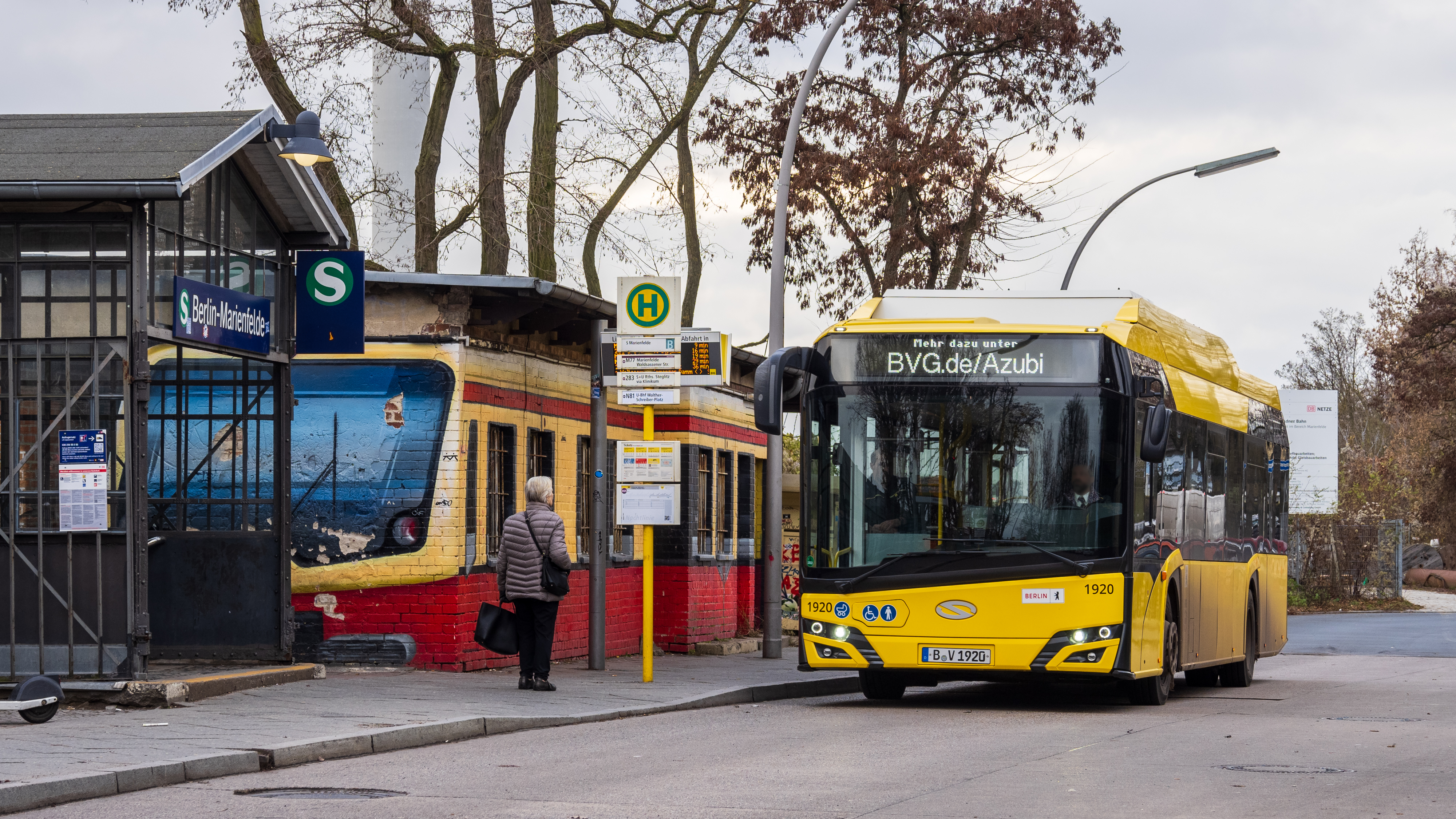
S-Bahn-Station und Bushaltestelle Marienfelde

In Berlin verkehren (Stand 2025): 15 Regionalbahnen, 16 S-Bahn-Linien, 9 U-Bahn-Linien, 13 Fähren (7 davon nicht von der BVG) und 22 Straßenbahnlinien sowie rund 200 Buslinien.

### Schienenverkehr
Das innerstädtische Schienennetz gliedert sich in Bahnstrecken des Fern- und Regional- bzw. Nahverkehrs (RE- und RB-Züge), die Schnellbahnsysteme der S- und U-Bahn sowie ein Straßenbahnnetz. Besonders die im dichten Takt verkehrenden RE-Züge über die Berliner Stadtbahn werden von den Fahrgästen ebenso wie eine Schnellbahn bzw. schnelle S-Bahn genutzt. Die S-Bahn war bis 1990 in den beiden damaligen Stadthälften das schnellste Verkehrsmittel, heute bieten die RE-Züge innerhalb des Stadtgebietes teils erheblich schnellere Verbindungen ebenfalls zum einheitlichen Verbundtarif an.
Wichtige RE/RB-Linien für den innerstädtischen Bereich sind:
| FEX         | Berlin Hauptbahnhof – Gesundbrunnen – Ostkreuz – Flughafen BER                                                                           |
| RE 1        | Wannsee – Charlottenburg – Zoologischer Garten – Hauptbahnhof – Friedrichstraße – Alexanderplatz – Ostbahnhof – Ostkreuz                 |
| RE 2        | Spandau – Zoologischer Garten – Hauptbahnhof – Friedrichstraße – Alexanderplatz – Ostbahnhof – Ostkreuz                                  |
| RE 3        | Gesundbrunnen – Hauptbahnhof – Potsdamer Platz – Südkreuz – Lichterfelde Ost                                                             |
| RE 4        | Staaken – Spandau – Jungfernheide – Hauptbahnhof – Potsdamer Platz – Südkreuz – Lichterfelde Ost                                         |
| RE 5        | Gesundbrunnen – Hauptbahnhof – Potsdamer Platz – Südkreuz                                                                                |
| RE 6        | Spandau – Charlottenburg |
| RE 7        | Wannsee – Charlottenburg – Zoologischer Garten – Hauptbahnhof – Friedrichstraße – Alexanderplatz – Ostbahnhof – Ostkreuz                 |
| RE 8N       | Spandau – Zoologischer Garten – Hauptbahnhof – Friedrichstraße – Alexanderplatz – Ostbahnhof – Ostkreuz – Flughafen BER                  |
| RE 8S       | Hauptbahnhof – Potsdamer Platz – Südkreuz – Lichterfelde Ost                                                                             |
| RB 10       | Albrechtshof – Spandau – Jungfernheide – Hauptbahnhof – Potsdamer Platz – Südkreuz                                                       |
| RB 12       | Ostkreuz – Lichtenberg – Hohenschönhausen                                                                                                |
| RB 14       | Albrechtshof – Spandau – Jungfernheide – Hauptbahnhof – Potsdamer Platz – Südkreuz                                                       |
| RB 21       | Spandau – Jungfernheide – Gesundbrunnen                                                                                                  |
| RB 23       | Wannsee – Charlottenburg – Zoologischer Garten – Hauptbahnhof – Friedrichstraße – Alexanderplatz – Ostbahnhof – Ostkreuz – Flughafen BER |
| RB 24 RB 32 | Hohenschönhausen – Lichtenberg – Ostkreuz – Schöneweide                                                                                  |
| RB 26       | Ostkreuz – Lichtenberg – Mahlsdorf |

Wegen der politisch bedingt sehr unterschiedlichen Verkehrsentwicklung der West- und Ostbezirke ab den 1950er Jahren bedient die Straßenbahn überwiegend die östlichen Stadtteile, also das ehemalige Ost-Berlin. Das Straßenbahnnetz gliedert sich aktuell in Metrotram- („M“ vor der Liniennummer) und normale Straßenbahnlinien. Letztere verkehren nicht durchgehend Tag und Nacht und weisen meistens eingeschränkte Taktfolgen auf.
Die U- und S-Bahn-Linien verkehren in den Nächten Freitag/Sonnabend, Sonnabend/Sonntag und vor Feiertagen durchgehend. Während der anderen Nächte werden (neben den anderen Nachtbuslinien) anstelle der U-Bahn die Nachtbuslinien N1–N3 und N5–N9 (entsprechend den U-Bahn-Linien U1–U3 und U5–U9) auf teilweise abweichenden Streckenführungen eingesetzt.

### Busverkehr
Das Stadtbusnetz wird von der BVG betrieben. Es besteht aus Metrobus- („M“ vor der Liniennummer), Expressbus- („X“ vor der Liniennummer) und normalen Stadtbuslinien. Ein besonderes Nachtbusnetz ergänzt das auch nachts bediente „Metronetz“ (MetroTram und MetroBus) und ersetzt an Wochentagen die S- und U-Bahn-Linien.

### Radverkehr
Auf der Alberichtstraße in Biesdorf wurde im Jahr 2000 in Berlin die erste Fahrradstraße eingerichtet.
Der Radverkehr nahm in Berlin von 2007 bis 2016 um etwa 36 Prozent zu. Täglich nutzen etwa 500.000 Menschen das Fahrrad. Nach 17 fest installierten Zählstationen ist die Oberbaumbrücke der am stärksten vom Radverkehr frequentierte Ort mit Zählerstelle.
Bisher standen im Berliner Haushalt jährlich 15 Millionen Euro für den Radverkehr zur Verfügung. 2016 gab der Senat an, diese Mittel auf 40 Millionen aufstocken zu wollen. In den 2010er Jahren wurden über 7000 Verkehrsunfälle mit Radfahrern im Jahr registriert.
Die Bürgerinitiative „Volksentscheid Fahrrad“ reichte im Jahr 2016 beim Senat ein Volksbegehren für eine bessere Radverkehrsinfrastruktur ein. 2018 beschloss das Abgeordnetenhaus das Mobilitätsgesetz, mit dem die Forderungen der Bürgerinitiative weitgehend übernommen wurden. Demnach sollen in Berlin unter anderem Radschnellverbindungen mit einer Gesamtlänge von mindestens hundert Kilometern und sichere Radverkehrsanlagen an allen Hauptverkehrsstraßen gebaut werden. Die erste umzusetzende Radschnellverbindung soll die Teltowkanal-Route werden. Die ersten durch Poller geschützten Radverkehrsanlagen wurden 2018 auf der Holzmarktstraße in Mitte und dem Dahlemer Weg in Steglitz-Zehlendorf fertiggestellt. An der Hasenheide begannen 2019 die Bauarbeiten für den dritten geschützte Radfahrstreifen. Für April 2019 wurde der Baubeginn für einen geschützten Radfahrstreifen in der Karl-Marx-Straße angekündigt. Die bis dahin für Radwege übliche rote Farbe, wird nur noch bei Gefahrenstellen verwendet.
Im Rahmen eines bundesweiten Pilotversuchs des Bundesverkehrsministeriums, wurden im April 2019 in neun Städten, darunter an fünf Kreuzungen in Berlin, die Regelung Rechts abbiegen für Radfahrer frei eingeführt. Das entsprechende Verkehrszeichen wurde an den folgenden Orten installiert:
1. Prellerweg – Thorwaldsenstraße/Bergstraße für die Zufahrt Bergstraße (Tempelhof-Schöneberg)
2. Ebertstraße/Hannah-Arendt-Straße – Lennéstraße für die Zufahrt Hannah-Arendt-Straße (Mitte) // Torstraße/Alte Schönhauser Straße – Rosa-Luxemburg-Straße – Schönhauser Allee für die Zufahrten (Mitte)
3. Torstraße vor Schönhauser Allee
4. Torstraße vor Rosa-Luxemburg-Straße
5. Frankfurter Allee/Gürtelstraße – Möllendorffstraße für die Zufahrt Gürtelstraße (Lichtenberg)

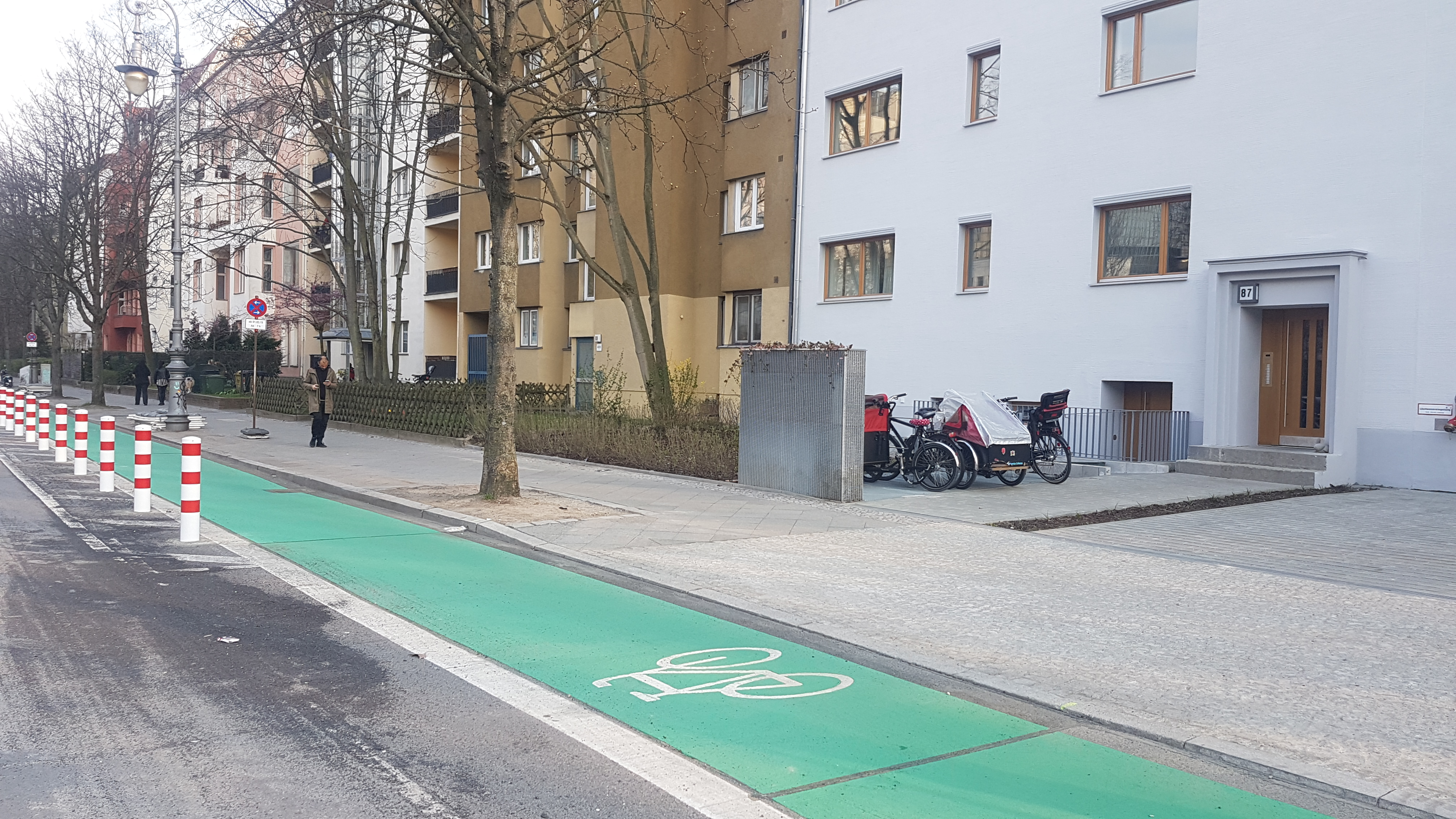
Flächig grün markierter und durch Poller abgesicherter sog. Geschützter Radfahrstreifen an der Hasenheide

Um Schutz- und Radfahrstreifen optisch deutlicher von der restlichen Fahrbahn abzugrenzen und den Missbrauch der Flächen als Parkplatz zu reduzieren, werden Radwege in Berlin seit 2018 flächig mit „Verkehrsgrün“ (RAL 6024) und an gefährlicheren Stellen wie Kreuzungen, Einmündungen und vielbefahrenen Grundstückszufahrten mit „Verkehrsrot“ (RAL 3020)  sowie mit stilisierten weißen Fahrrad-Symbolen markiert. Als weiteren Vorteil der farblichen Markierung nennt das landeseigene Unternehmen Infravelo, das für die Koordination der Radverkehrsmaßnahmen in der Stadt zuständig ist, die vorherige Mängelbeseitigung und Erneuerung der Oberfläche vor dem Aufbringen der Farbe. Zuvor wurde für die farbliche Markierung an Konfliktstellen von Radwegen ausschließlich rote Farbe verwendet. Zum Einsatz kommen bei den Neumarkierungen, je nach Intensität der Verkehrsbelastung durch Pkw oder Lkw entweder Kaltplastik oder Epoxidharz. Die Senatsverwaltung für Umwelt, Verkehr und Klimaschutz wählte zusammen mit den Bezirken und nach Bewertung von Infravelo insgesamt 20 Straßen für die zunächst testweise flächige farbige Markierung aus. Kriterien bei der Auswahl waren eine Mindestbreite von 1,50 Metern, der Fahrbahnzustand, die vorhandene Radverkehrsführung wie beispielsweise Sicherheitstrennstreifen, die vorhandenen Entwässerungseinrichtungen, die ebene Fläche und die Neigungsverhältnisse. Im Jahr 2018 wurden somit Radwege von insgesamt etwa 7600 Metern markiert. Weitere farbige Markierungen wurden für 2019 angekündigt. Bevor flächendeckend alle Schutz- und Radfahrstreifen flächig farbig markiert werden sollen, ist zunächst über fünf Jahre hinweg eine wissenschaftliche Untersuchung der verwendeten Materialien auf Griffigkeit und Beständigkeit vorgesehen. Bei der Untersuchung soll eine mögliche Veränderung des Nutzungsverhaltens, die Entwicklung des Unfallgeschehens und eine Befragung von Nutzern mit einfließen.
Im Jahr 2019 befanden sich mindestens 23 Fahrradstraßen in Berlin. Polizeiliche Kontrollen zur Einhaltung der dort geltenden Verkehrsregeln wurden 45 Mal im Jahr 2016, 46 Mal im Jahr 2017, 58 Mal im Jahr 2018 und 32 Mal im 1. Halbjahr 2019 durchgeführt. Bei den Kontrollen in den Jahren 2018 bis August 2019 wurden insgesamt 30 Verstöße gegen unerlaubtes Halten und Parken festgestellt.
Während der COVID-19-Pandemie in Berlin wurden im Jahr 2020 mehrere Pop-up-Radwege eingerichtet.

### Schiffs- und Fährverkehr

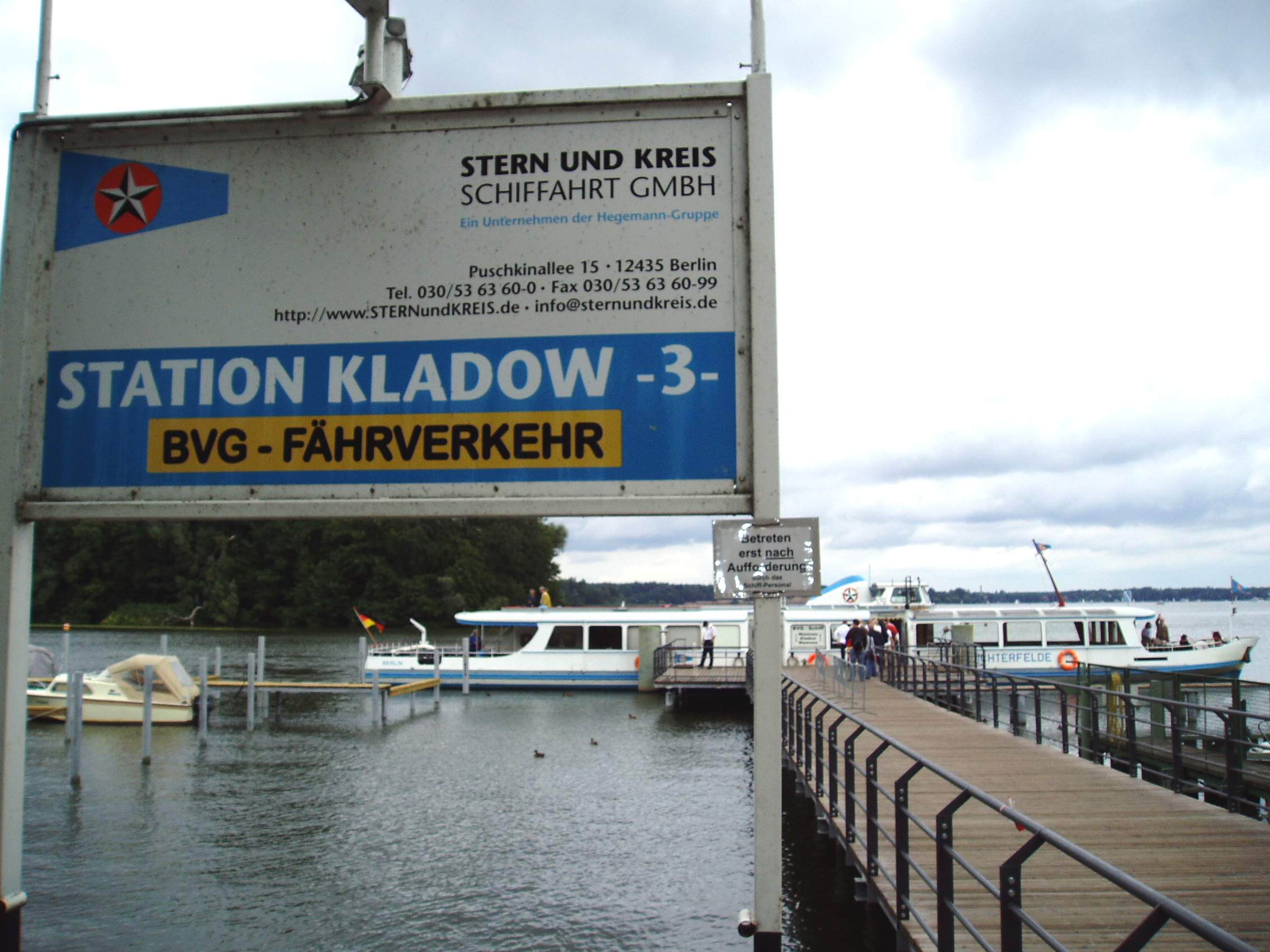
BVG-Fähre F10 in Alt-Kladow

Die BVG betreibt sechs Fährlinien, die teilweise mit Schiffen der Stern und Kreisschiffahrt bedient werden. Hierunter besonders erwähnenswert sind die F10 vom Bahnhof Wannsee nach Alt-Kladow und die einzige Ruderfähre im Linienbetrieb über die Müggelspree.